# Ямакита
Ямакита (яп. 山北町 Ямакита-мати) — посёлок в Японии, находящийся в уезде Асигараками префектуры Канагава. Площадь посёлка составляет 224,70 км², население — 11 042 человека (1 августа 2014), плотность населения — 49,14 чел./км².

## Географическое положение
Посёлок расположен на острове Хонсю в префектуре Канагава региона Канто. С ним граничат города Хадано, Минамиасигара, Сагамихара, посёлки Мацуда, Кайсей, Ояма и сёла Киёкава, Доси, Яманакако.

## Население
Население посёлка составляет 11 042 человека (1 августа 2014), а плотность — 49,14 чел./км². Изменение численности населения с 1980 по 2005 годы:
| 1980 | 13 803 чел. |  |
| 1985 | 14 082 чел. |  |
| 1990 | 14 342 чел. |  |
| 1995 | 14 340 чел. |  |
| 2000 | 13 605 чел. |  |
| 2005 | 12 655 чел. |  |

## Символика
Деревом посёлка считается Fagus crenata, цветком — керрия, птицей — Syrmaticus soemmerringii.